# 前725年
| 千纪： | 前1千纪 |
| 世纪： | 前9世纪 \| 前8世纪 \| 前7世纪 |
| 年代： | 前750年代 \| 前740年代 \| 前730年代 \| 前720年代 \| 前710年代 \| 前700年代 \| 前690年代 |
| 年份： | 前730年 \| 前729年 \| 前728年 \| 前727年 \| 前726年 \| 前725年 \| 前724年 \| 前723年 \| 前722年 \| 前721年 \| 前720年 |
| 纪年： | 丙辰年（龍年）；周平王四十六年；魯惠公四十四年；齊僖公六年；晉孝侯十四年；曲沃莊伯六年；秦文公四十一年；楚武王十六年；宋穆公四年；衛桓公十年；陳桓公二十年；蔡宣公二十五年；曹桓公三十二年；鄭莊公十九年；燕繆侯四年；杞武公二十六年 |

## 大事记
- 亚述萨尔玛那萨尔五世围攻以色列王国都城撒马利亚及推罗。
- 晉孝侯15年（前725年），曲沃莊伯攻入翼城，弒孝侯。

## 出生
- 管仲，齐国丞相（逝世于前645年）
- 秦憲公

## 逝世
- 特弗纳赫特：古埃及法老